# Mijn Koningshuis
Mijn Koningshuis is een Belgisch museum in Leopoldsburg dat bestond van 2001 tot 2010 en was gevestigd aan de Antwerpsesteenweg 1.
Het betrof een particuliere collectie van voorwerpen die met het Belgisch koningshuis verband houden en die is uitgebouwd door Astrid Bammens. Zij richtte in 1995 een tentoonstelling over het onderwerp in te Retie.
Later werd een leegstaand café, Quatre-Bras genaamd, omgebouwd tot een museum met stijlkamers en veel voorwerpen die betrekking op het Belgische koningshuis hadden. In 2001 werd het museum geopend.
Het aantal bezoekers bleef echter achter bij de verwachtingen, en de financiële ondersteuning van de gemeente was onvoldoende om het museum open te houden. Op 31 december 2010 moest het de poorten sluiten.